# Гоендубрау

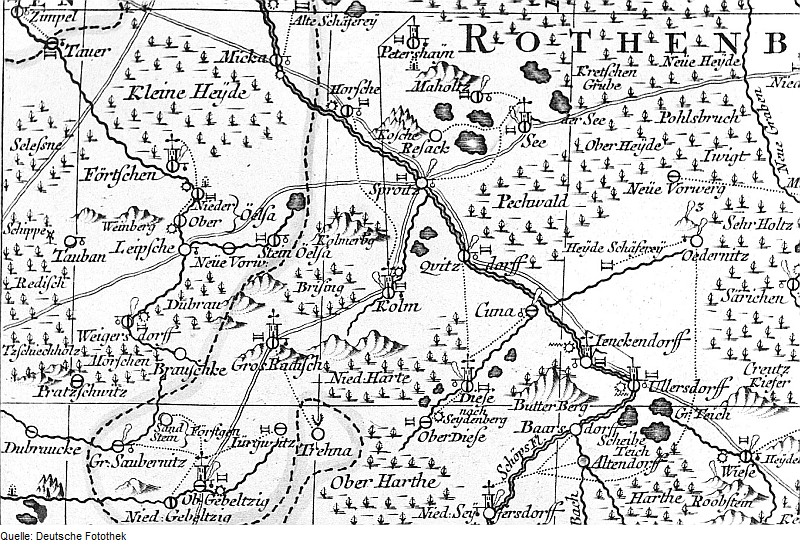
Гоендубрау-Даубан. Мапа Верхньої Лужиці, Шенк, 1759

Гоендубрау (нім. Hohendubrau) — громада в Німеччині, розташована в землі Саксонія. Входить до складу району Герліц, що підпорядковується адміністративному округу Дрезден..
Площа — 45,42 км2. Населення становить 1881 ос. (станом на 31 грудня 2020). 
Офіційною мовою в населеному пункті, крім німецької, є верхньолужицька. 